# 吉野七宝実
吉野 七宝実（よしの しほみ、1991年3月5日 - ）は、日本のグラビアアイドル。スターレイプロダクションに所属していた。現在は無所属（フリーランス）。

## 来歴
千葉県出身。千葉県立幕張総合高等学校出身。短大在学中からモデルとして活動を始めた。ボルダリング専門誌の表紙を務めるなどスポーツ女子として活動。
競輪専門・SPEEDチャンネルのキャンペーンユニット・スピーチーズのメンバーに選出された。2015年3月にスピーチーズを卒業した。
2016年2月より、秋葉原にあるガールズおむすびカフェ「ガルむす」勤務。同年、同じスターレイプロダクションの白井香帆（きゃろれる）とオタ芸ユニット「WKAS」を結成した。同年9月から11月まで、中国・上海にて動画配信サイト・花椒で動画配信を行った。
2017年4月より、西口プロレスラウンドガールユニット・西口向上委員会のメンバーとしても活動。2017年からAbemaTV『ピーチゃんねる』レギュラーレポーターを務める。AbemaTV『ピーチゃんねる』、『妄想マンデー』の広報大使となる『ミス妄ピー』の視聴者投票にて、準ミス妄ピーに選出される。この年にはミスFLASH2018にエントリーし、ファイナリストまで進んだがグランプリ受賞はならなかった。
2019年7月25日 - 7月28日に開催された鈴鹿8時間耐久ロードレースでは、太田麻美、木村理恵、柴咲マナと共に「ARMY♡GIRL TeamTJC&MF Kawasaki」のレースクイーンを務めた。
2019年3月に干物でバストを隠した写真をSNSに投稿したことからフォロワーが急増。後述のように「干物グラビアの人」の異名も持つ。
2025年6月18日、レギュラー出演する『ドラキリュウナイト』（YouTube）の番組内で、結婚と第1子妊娠を発表。Xでも報告した。

## 人物
- 兄2人と弟1人の4人兄弟である。
- ヲタ芸、ロッククライミングを趣味とする。
- 「しほみん」、「おっぽ」、「ヒップスター」を愛称、「三度の飯と、酒が好き」をキャッチフレーズとしていたが、「ピーチゃんねる」出演時に田村淳から「ハイパーパイパン」のニックネームを付けられ、以降番組での二つ名としていた[12]。
- 「干物アイドル」ともいわれる[13]。魚釣りを趣味とし、自宅で干物や燻製も作っている[14]。2020年から2021年にかけて『アウト×デラックス』出演し、釣り上げた魚を干物にし、グラビア写真を撮るというカレンダープロジェクトが発足[15]。2022年カレンダー『IPPON釣りcalendar』として完成させた。なお、釣りも干物、燻製作りも事務所を辞めて時間ができたことで始めた趣味であり、注目を集めたことも含め偶然の産物だったという[8]。

## 出演

### 舞台
- 桜トイレ（2012年9月13日 - 16日、上野ストアハウス） - 森伊織役（主役）

### 映画
- 教科書にないッ!
- 新宿スワンII

### テレビ放送
- 全力坂（2015年10月、テレビ朝日）
- 真夜中のおバカ騒ぎ!（2015年10月、チバテレビ・TOKYO MX）
- 行列のできる法律相談所（2016年3月、12月4日、日本テレビ） - 再現VTR
- ほぼほぼ 〜真夜中のツギクルモノ探し〜（2016年6月、テレビ東京）
- 内村さまぁ〜ず（2016年10月、TOKYO MX）
- ぷるるんトラベラー（2016年9月 - 、サンテレビ）
- EXアイドルスーパーQueen（2016年12月13日、スカパーch609）
- 東京オーディション（仮）（2017年2月、3月、TOKYO MX） - イイね!ガールズ
- 笑福亭鶴光のオールナイトニッポン.TV@J:COM（2017年3月11日、J:COM）
- 女神たちのかようび（2017年、千葉テレビ）
- アウトデラックス（2020年6月25日、2021年1月21日、2021年4月22日、2021年6月24日、2021年9月23日、2021年12月2日、フジテレビ）

### インターネット放送
- 土曜の夜は尻上がり!「ピーチゃんねる」（2017年1月 - 2018年7月1日、AbemaTV） - レギュラー
- うるちょい♪（2016年12月8日、WALLOP）
- 濱田准教授の課外授業 #14（2017年2月20日、ニコニコ生放送）
- マシェバラ「二人会議」（2017年2月23日、マシェバラ）
- ズラサンの水着でドン! #15（2017年3月31日、ニコニコ生放送）
- 真夏の濡れ濡れビンカン学校（2017年7月22日、24日、AbemaTV） - シリタガール
- 千鳥のラブホテル探訪 第5弾～ちょっとエッチな大人の社会科見学～（2017年8月11日、AbemaTV）
- DTテレビ（2017年10月14日 - 2018年1月5日、2月2日、2月16日 - 3月2日、3月23日、4月27日、5月18日、6月8日、AbemaTV）– Pacoちゃん[16]
- モヤさまネット・オリコンツ ムチムチVSしこしこ 炎の軍団対抗戦（2018年4月15日、Paravi）
- 邪道だらけの夜の大運動会2018（AbemaTV AbemaSPECIAL2、2018年4月30日 - 5月1日）
- 全日本女子パリピ選手権（2018年5月12日 - 13日、AbemaTV） - 崖っぷちグラドル軍団
- 極楽とんぼKAKERUTV（2018年6月21日、AbemaTV）
- DDTの木曜The NIGHT（2018年7月20日、2019年3月15日[17]、AbemaTV）
- 全日本パリピ選手権（2018年9月22日、AbemaTV） - 新生崖っぷちグラドル軍団
- どぶろっくの金曜The NIGHT（2019年1月12日、2月2日、3月30日[18]、AbemaTV）
- 釣り好き警察24時（2020年7月 - 、YouTube）

### モデル活動
- WELLA主催ヘアコンテスト
- 順天堂大学 放射線科教本
- アトリエダーム 衣装モデル
- PEAKS特別編集 最新版 インドアボルダリングBOOK（エイムック 3668） - 表紙モデル　ISBN 978-4777945474

## 作品

### イメージビデオ
- しほみん（スパイスビジュアル、2016年3月25日）[1]
- ももきぶん（グラッソ、2017年7月28日）[19]
- いけない衝動 （ギルド、2018年4月19日）
- セクシャルアングラー（エアーコントロール、2020年8月25日）
- 吉野七宝実 vs 仮想エロス（エアーコントロール、2021年3月25日）[20]
- いけない願望（2021年7月22日、ギルド）[21]
- OUT（2021年11月26日、スパイスビジュアル）[22]
- 磯自慢（2022年3月20日、アイドルワン）[23]
- 刺激的な彼女（スパイスビジュアル、2024年4月24日）[24]

### 動画
- 透明彼女シーズン4 #3吉野七宝実（東京Lily、2018年5月18日〜）
- ワガママだけど夢の世界では大胆な彼女が僕にイケない事をしてくる（東京Lily、2020年12月26日〜）

### VR動画
- バーチャルダイブ 干物な彼女（ファンタスティカ、2019年6月7日〜）
- バーチャルダイブ 運動音痴なボクでも続けられる秘訣。（ファンタスティカ、2019年6月14日〜）
- 吉野七宝実がナースになってうちにきたら（Fiore、2021年3月30日〜2023年3月30日）
- 吉野七宝実 Digital Remaster Version ～時間を超えて～（ファンタスティカ、2021年7月16日〜）※上の「バーチャルダイブ」2作をリマスタリングしてまとめたもの
- apartment Days! Guest 189 吉野七宝実 sideA（ファンタスティカ、2021年8月6日〜）
- apartment Days! Guest 189 吉野七宝実 sideB（ファンタスティカ、2021年9月3日〜）
- すきま時間～キミの帰りを待ち続けた結果訪れた至福の時間～（ファンタスティカ、2021年9月24日〜）
- 吉野七宝実がコスプレバーのママだったら（Fiore、2021年9月30日〜）
- 吉野七宝実がぼくのメイドだったら（Fiore、2021年12月17日〜）

## ライブ（WKAS）
- TOKYO GIRLS SEVENS（2016年10月1日、TSUTAYA O-Crest）

## 雑誌・MOOK

### 雑誌
- GARRRR（2016年10月号）
- 週刊プレイボーイ（2016年9月12月号、2017年8月7日号）
- SPA!（2017年4月25日号）
- 週刊ポスト（2017年4月28日号）
- EX MAX!（2017年7月号）

### 写真集
- SPECIAL FAN BOOK 吉野七宝実（2021年8月25日、トランスワールドジャパン、撮影：菜乃花）[25]

## その他
- 東スポ「グラドル自撮り部出張編」（2017年4月4日）
- ドラEVER公式アイドル就任（2018年4月）